# Pohlia
Pohlia és un gènere de molses de la família de les briàcies. Conté 182 espècies, 15 de les quals són autòctones dels Països Catalans.

## Descripció
Són molses de mida variable, d'un a 10 centímetres d'alçària. Presenta caulidis ramificats poblats de fil·lidis ovats o lanceolats, denticulats a la part superior i de nervi percurrent o excurrent. Generalment els fil·lidis són més estrets i llargs a l'àpex del caulidi. Les cèl·lules del fil·lidi són estretes i de forma linear o hexagonal allargada. L'esporòfit presenta una càpsula de forma ovoide a el·lipsoïdal, pot ser erecte o pèndula i presenta peristoma doble. Algunes espècies presente bulbils axil·lars. Les espècies del gènere Pohlia són de difícil identificació i la separació entre espècies a vegades pot resultar conflictiva.

## Taxonomia
Les següents espècies són presents als Països Catalans:
- Pohlia andalusica
- Pohlia annotina
- Pohlia camptotrachela
- Pohlia cruda
- Pohlia drummondii
- Pohlia elongata
- Pohlia flexuosa
- Pohlia lescuriana
- Pohlia longicollis
- Pohlia ludwigii
- Pohlia melanodon
- Pohlia nutans
- Pohlia obtusifolia
- Pohlia proligera
- Pohlia wahlenbergii